# Tas (landbouw)

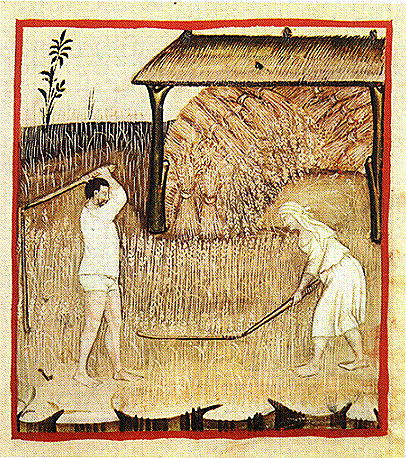
Het oogsten van spelt in de middeleeuwen.

Een tas of tasruimte was in het traditionele boerenbedrijf de plaats waar de oogst opgeslagen werd. In een melkveebedrijf was dit voornamelijk hooi, stro en veevoedsel. In een akkerbouwbedrijf werd de oogst er 'opgetast' tot ze werd verwerkt en verhandeld. Ook zaai- en pootgoed voor het volgend jaar werd er opgeslagen.
Synoniemen zijn onder meer vierkant, Fries golle (naar Deens gulv = 'vloer'), Duits Banse, Deens agerum en Engels bay. Nederlandse kolonisten namen het woord tas in de middeleeuwen mee naar Oost-Duitsland.
Tasruimtes konden inpandig zijn in de boerderij maar ook bestaan uit bergplaatsen in schuren, hooibergen of zolders.

## Zie ook

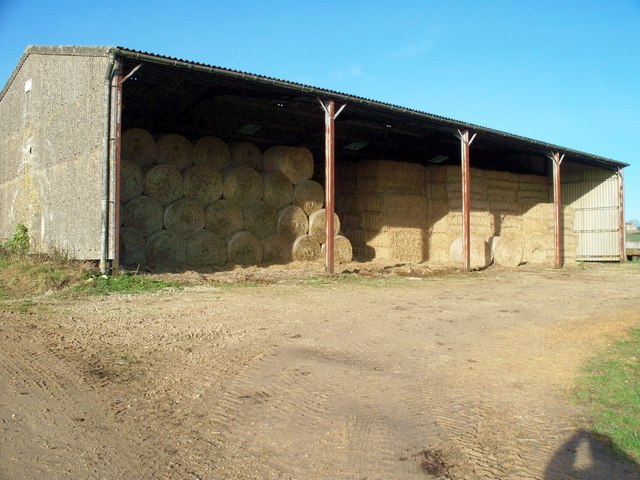
Een open kapschuur in Engeland